# Paracymus restrictus
Paracymus restrictus är en skalbaggsart som beskrevs av Wooldridge 1966. Paracymus restrictus ingår i släktet Paracymus och familjen palpbaggar. Inga underarter finns listade i Catalogue of Life.